# بيتر كامبل (أستاذ جامعي)
بيتر كامبل (بالإنجليزية: Angus Campbell)‏ هو عالم نفس وعالم سياسة أمريكي، ولد في 10 أغسطس 1910 في إنديانا في الولايات المتحدة، وتوفي في 15 ديسمبر 1980 في آن آربر في الولايات المتحدة.